# Kunsthøgskolen i Oslo

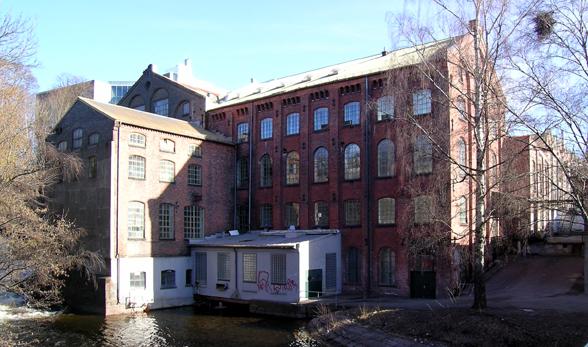
De vroegere Christiania Seildugsfabrik

De Kunsthøgskolen i Oslo is een university college in Oslo, Noorwegen. Het is een van de grootste kunsthogescholen in Noorwegen met ongeveer 500 studenten en 180 medewerkers. De school biedt een bacheloropleiding van drie jaar, een tweejarige masteropleiding en jaaropleidingen. Er wordt onderwezen in de beeldende kunst, kunst en ambacht, design, theater, dans en opera. Sinds 2011 is Jørn Mortensen de rector van de school.
De Kunsthøgskolen i Oslo is een van de twee onafhankelijke nationale instellingen voor hoger onderwijs in de beeldende kunst en vormgeving. De tweede is de Kunst- og designhøgskolen i Bergen. De Kunsthøgskolen i Oslo heeft ook hoger onderwijs in de podiumkunsten.

## Geschiedenis
De Kunsthøgskolen i Oslo werd op 1 augustus 1996 opgericht door de fusie van vijf voorheen onafhankelijke hogescholen:
1. Statens håndverks- og kunstindustriskole (opgericht in 1818)
2. Statens kunstakademi (opgericht in 1909)
3. Statens teaterhøgskole (opgericht in 1952)
4. Statens operahøgskole (opgericht in 1964)
5. Statens balletthøgskole (opgericht in 1979)

In 2003 werden de drie podiumkunstafdelingen samengebracht in één faculteit, de Fakultet for scenekunst. In datzelfde jaar werd de afdeling Statens håndverks- og kunstindustriskole (SHKS) onderverdeeld in twee faculteiten, de Avdeling Design en de Avdeling Kunstfag.
Nadat in het Noors parlement een resolutie werd aangenomen over de verhuis van de volledige school, verhuisden in 2003 de afdelingen  podiumkunsten, dans, theater, opera en podiumontwerp naar een nieuw pand op Grünerløkka. De faculteiten beeldende kunst en design namen op 30 augustus 2010, na de laatste renovatie van de vroegere Christiania Seildugsfabrik, hun intrek in het gebouw aan de oever van de rivier Akerselva.
In 2011 werd de school ingedeeld in zes afdelingen: theaterhogeschool, ballethogeschool, operahogeschool, design, kunst en ambachtswerk en kunstacademie.